# 5 août aux Jeux olympiques d'été de 2016
Le vendredi 5 août aux Jeux olympiques d'été de 2016 est le jour de la cérémonie d'ouverture et le troisième jour de compétition.

## Faits marquants
- Le Sud-coréen Kim Woo-jin établit un nouveau record du monde en qualifications de l'épreuve de tir à l'arc, en devenant le premier archer à inscrire 700 points en 72 flèches[1].

## Programme
| Heure UTC-3 (Rio de Janeiro)                  |               |
| bleu                                          | Cérémonie     |
| neutre                                        | Épreuve       |
| or                                            | Finale        |
| orange                                        | Petite finale |
| rose                                          | Reporté       |
| gris                                          | Annulé        |
| Compétition masculine                         | Hommes        |
| Compétition féminine                          | Femmes        |
| Compétition mixte (hommes et femmes mélangés) | Mixte         |
| Compétition en couple (1 homme et 1 femme)    | Couple        |
| modifier                                      |               |

| Horaire | Discipline Spécialité | Discipline Spécialité  | Discipline Spécialité | Phase          | Résultats | Références |
| ------- | --------------------- | ---------------------- | --------------------- | -------------- | --------- | ---------- |
| 9 h     |                       | Tir à l'arc Individuel | Compétition hommes    | Qualifications | -         | -          |
| 9 h     |                       | Tir à l'arc Individuel | Compétition femmes    | Qualifications | -         | -          |
| 18 h    |                       | Cérémonie d'ouverture  | -                     | Cérémonie      | -         | -          |